# Леон Шиллер

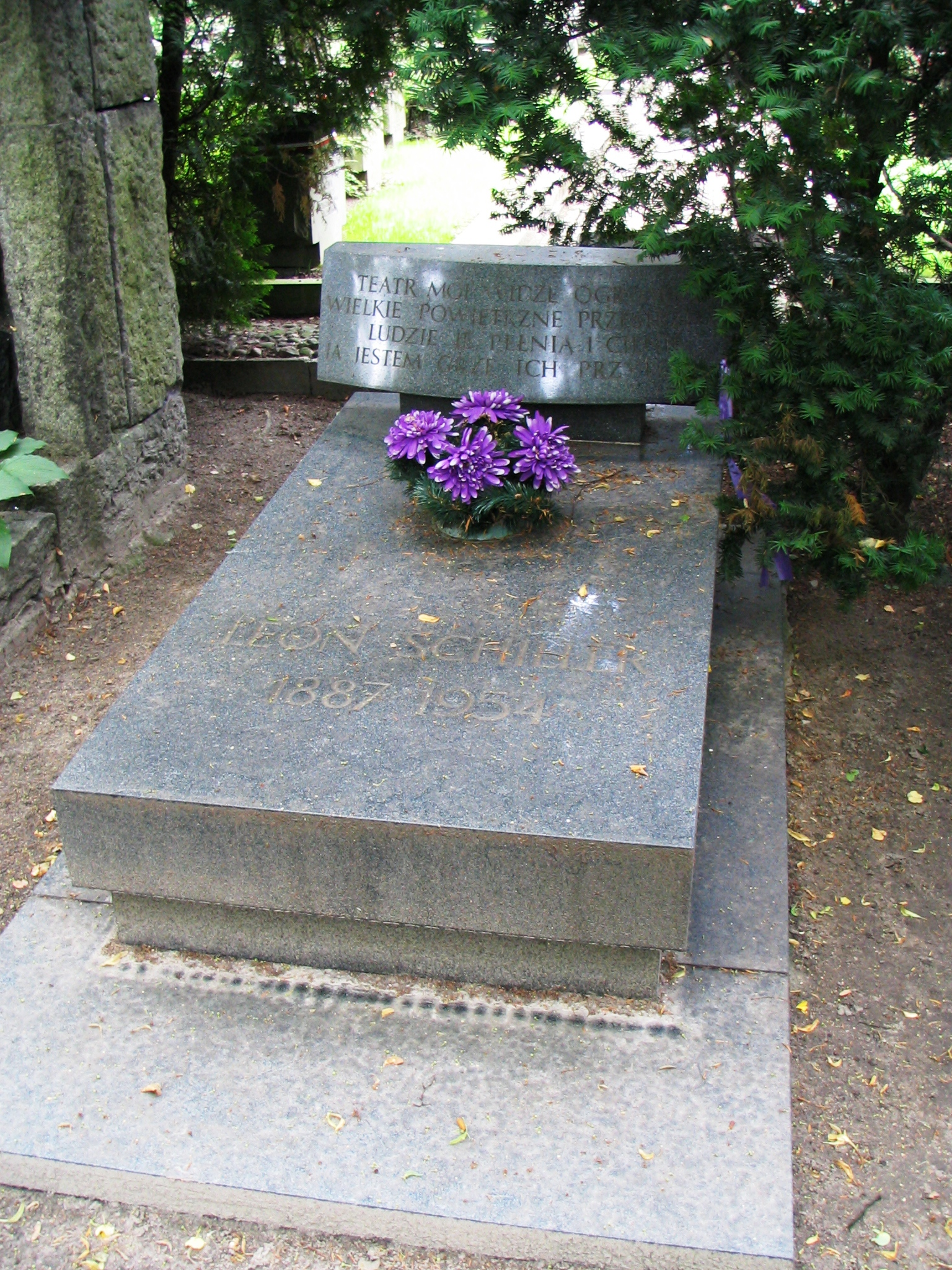
Могила Л. Шиллера на цвинтарі Військові Повонзки у Варшаві

Лео́н Ши́ллер (пол. Leon Schiller, повне ім'я та прізвище — Лео́н Во́йцех Є́жи Ши́ллер де Шіндельфе́льд; 14 березня 1887, Краків, Польща — 25 березня 1954, Варшава, Польща) — польський театральний режисер, критик і теоретик театру, сценарист театральних і радіовистав, композитор.

## Біографія
Леон Шиллер народився 14 березня 1887 року в Кракові, Польща, в австрійській ополяченій сім'ї. Навчався в гімназії Святої Анни у Кракові (1897—1905), закінчив заочно бакалаврат у 1906 році, після чого вивчав філософію і полоністику в Ягеллонському університеті і Сорбонні.
Леон Шиллер дебютував як співак кабаре у 1906 році, режисерську діяльність почав у 1917 році в «Польському театрі» у Варшаві. У 1922 році виступав в театрі «Редута». У 1924—1926 роках (спільно з В. Хожицею і А. Зельверовичем) очолив Театр імені В. Богуславського у Варшаві, де поставив спектаклі «Троянда» Жеромського (1926) і «Божественна комедія» Красиньского (1926). Після закриття театру владою Шиллер перейшов у «Польський Театр», де ставив твори польської і світової класичної драматургії. Спектаклі Шиллера «Самуель Зборовський» (1927) і «Кордіан» (1930) Юліуша Словацького, «Болеслав Сміливий» (1929) і «Звільнення» (1935) Станіслава Виспянського, «Юлій Цезар» Шекспіра (1928) пройняті бунтарською революційною романтикою. Видатним досягненням Шиллера у затвердженні героїчного монументального театру стала постановка «Дзядів» Адама Міцкевича на сцені Великого міського театрі (1932, зараз Львівський національний академічний театр опери та балету імені Соломії Крушельницької). Протестом проти соціальної несправедливості світу були пройняті постановки Шиллера «Тригрошова опера» Бертольта Брехта (1929), «Ціанкалі» Ф. Вольфа (1930, Міський театр, Лодзь), «Гарчи, Китай!» Сергія Третьякова (1932, «Великий міський театр», Львів).
З 1933 року Леон Шиллер був керівником режисерського факультету заснованого ним та Александром Зельверовичем у 1932 році Державного інституту театрального мистецтва. У 1935 році Шиллер був нагороджений Золотим Лавром Академічним Польської академії літератури за поширення любові до польської драматургічної літератури.
Під час Другої світової війни після репресій, спричинених убивством у березні 1941 року актора Іґо Сима, Леона Шиллера було заарештовано і відправлено до концтабору Аушвіц. У травні того ж року його сестра Анна Яцковська викупила Шиллера за 12 000 злотих, отриманих за продані коштовності. Брав участь у Варшавському повстанні, після придушення якого потрапив до концтабору Мурнау. Після звільнення у 1944 році американською армією Шиллер переїхав в Лінген неподалік від голландського кордону і заснував Народний театр ім. Богуславського. Після війни Леон Шиллер керував також Театром Війська Польського в Лодзі (1945-49) та «Польським Театром» у Варшаві (з 1949).
У 1946 році Леон Шиллер організував театральну школу в Лодзі, з 1951 року керував відділом театру Державного інституту мистецтв у Варшаві, створеним за його ініціативою, редагував журнал «Театральний щоденник», був головою Союзу польських артистів театру і кіно.
У 1948 та 1952 роках році Шиллер був відзначений Державною премією Польської Народної Республіки. У 1950 році президентом Польщі Болеславом Берутом він був нагороджений орденом Прапора Праці першого ступеня; у 1953 році  — нагороджений Золотим Хрестом за заслуги.
Шиллер є автором численних статей і рецензій з питань театру і кіно.
Помер Леон Шиллер 25 березня 1954 року у Варшаві. Похований на цвинтарі Військові Повонзки.